# Ophcrack
Ophcrack ist ein freies Computerprogramm unter der GPL-Lizenz, das verschlüsselte (gehashte) Passwörter mithilfe von Rainbow Tables zu brechen versucht. Das Programm unterstützt das Importieren von LM-Hashes und NTLM-Hashes, inklusive des direkten Importierens der SAM-Datei unter Windows. Auf den meisten Computern werden so Passwörter innerhalb weniger Minuten entziffert. Des Weiteren beherrscht das Programm die Brute-Force-Methode, um kurze, bis drei Zeichen lange Passwörter schnell zu finden.
Rainbow Tables für LM-Hashes von alphanumerischen Passwörtern sind frei verfügbar, zwei Windows-XP-Tabellen, eine klein, die andere schnell, und eine für Windows Vista/7.
Objectif Sécurité hat weitere Tabellen für den professionellen Gebrauch entwickelt, die in der Lage sind, noch längere Passwörterhashes zu knacken.
Des Weiteren ist Ophcrack als Live-CD-Distribution verfügbar.
Mit Version 2.3 ist Ophcrack in der Lage NTLM-Hashes zu cracken.